# Partido Galeguista (1931)

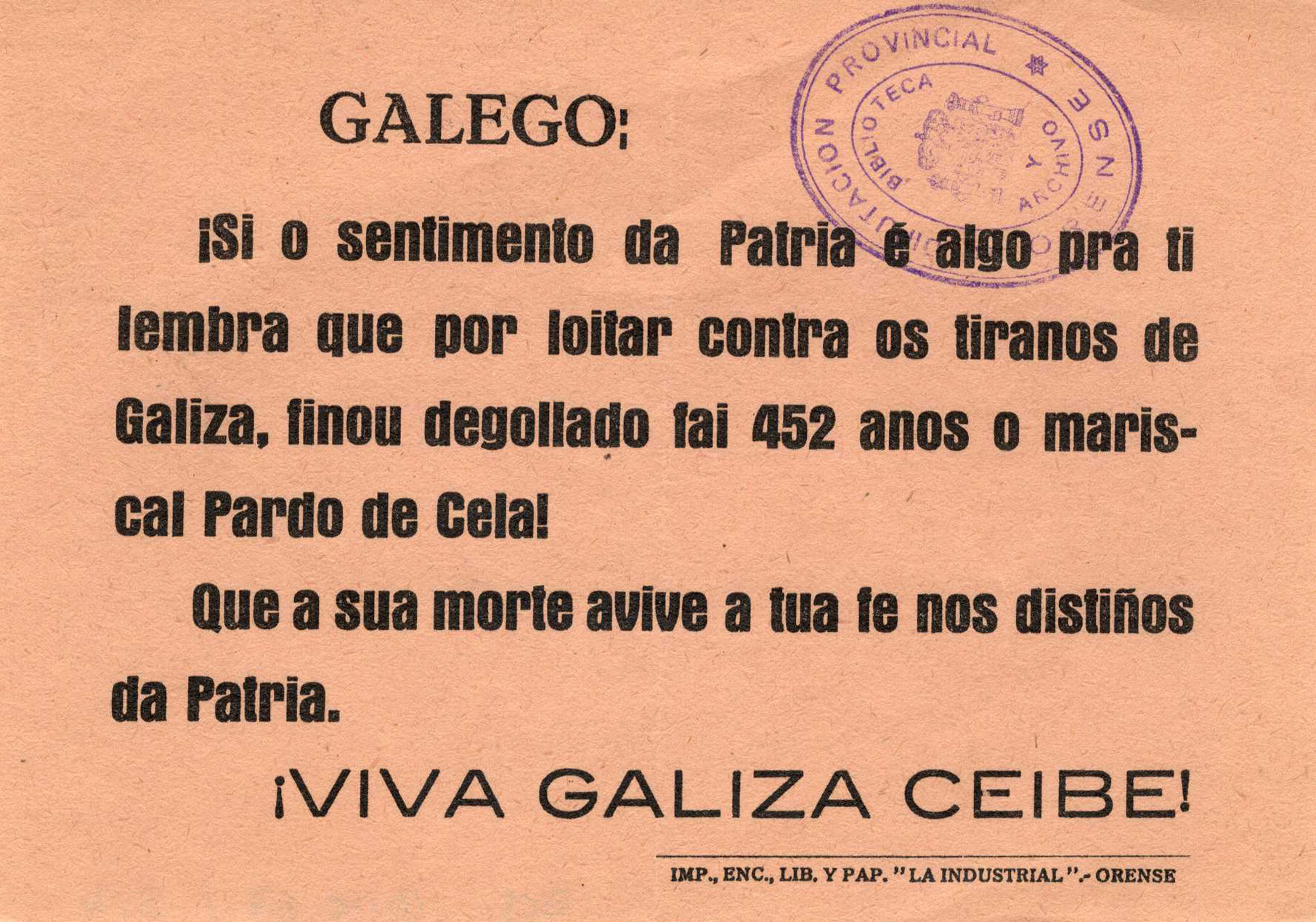
Panfleto de 1935 do Partido Galeguista reivindicando o marechal Pardo de Cela.

O Partido Galeguista foi um partido fundado em Dezembro de 1931 de caráter nacionalista galego e com relevância na política da Segunda República Espanhola. Seu órgão de prensa foi A Nosa Terra. A secção juvenil, a Federación de Mocedades Galeguistas, fundada em janeiro de 1934, contava com 1000 afiliados

## Formação
Em 5 e 6 de Dezembro de 1931 o Partido Galeguista de Pontevedra convoca uma Assembleia Nacionalista com o fim de criar um partido nacionalista. À convocatória acodem 32 grupos, bem como as Irmandades da Fala, entre os grupos destacavam o Grupo Autonomista de Vigo, Traballo Galeguista e o Partido Nazonalista Republicán de Ourense.

## Consolidação
Em 1932 participa junto com o Partido Republicano Galego e Acción Republicana no Comitê de Propaganda do Estatuto, enquanto se preparava para participar em solitário, ou em candidaturas conjuntas com os agrários, nas eleições municipais de Abril de 1933, nas quais apenas obteve um vereador em Ourense e a maioria, aliado dos agrários, em Tui. Estes maus resultados levam o setor progressista do PG a favorecer pactos com os partidos republicanos, ao que se opunha o setor conservador liderado por Vicente Risco.

Na Assembleia Extraordinária de Outubro de 1933 impõem-se as teses de Vicente Risco e o PG concorreu às eleições gerais de 1933 em solitário. Os 106 000 votos que obtém não lhe servem para conseguir deputado algum, e o novo governo de direitas paralisa a tramitação do Estatuto de Autonomia da Galiza.

Depois da Revolução de 1933, na que o PG não participou, o governo suspende A Nosa Terra e desterra Alfonso Rodríguez Castelao e Alexandre Bóveda, descabeçando o PG e provocando um descenso momentâneo da militância, mas ao tempo favorece a formação duma aliança com os republicanos da esquerda, que possibilitaria a aprovação do Estatuto.

Na III Assembleia do PG, celebrada em Ourense a 13 e 14 de janeiro de 1934, foi aprovada, com a oposição de Risco, a aliança estratégica com os republicanos e socialistas, ratificada na IV Assembleia do PG, celebrada em Santiago de Compostela a 20 e 21 de Abril de 1935, com a oposição de Ramón Otero Pedraio, o que provocou a cisão dum setor da direita do PG, encabeçada por Vicente Risco, que formaria a Direita Galeguista.

## Frente Popular
Em junho de 1935 o PG começa a negociar com a Izquierda Republicana (Esquerda Republicana), e na Assembleia Extraordinária de 25 de janeiro de 1936 celebrada em Santiago de Compostela foi aprovado o ingresso do PG na Frente Popular para concorrer nas eleições gerais de 1936, com cinco candidatos galeguistas, Castelao, Bóveda, Gerardo Álvarez Galego, Ramóm Soares Picalho e Antón Vilar Ponte.
Saem elegidos Castelao com 104 436 votos em Pontevedra e Suarez Picallo e Vilar Ponte com cerca de 150 000 votos cada um; no total os candidatos galeguistas obtiveram 287 000 votos.
A 28 de junho de 1936 cumpriram-se os comprometimentos expressados pela FP, e ganhou o sim no plebiscito sobre o Estatuto.
Depois do alçamento militar de 1936 que pôs fim à atividade do PG na Galiza, começou a repressão dos militantes galeguistas, alguns dirigentes como Xoán Carballeira, Ángel Casal, Lustres Rivas, Camilo Díaz Baliño, Víctor Casas ou Alexandre Bóveda vão ser fuzilados, outros marcham ao exílio; contudo, o PG desaprovou a participação dos seus militantes na guerrilha antifranquista.

## Exílio
Em 1937 o PG abriu uma delegação em Barcelona, e publicou o porta-voz Nova Galiza entre Abril de 1937 e Julho de 1938 dirigido por Castelao. A prioridade vai ser a unidade das forças democráticas para salvar a República e manter o facho do galeguismo acesso.
Depois da queda da Catalunha, os galeguistas passam à França e dali dirigiram-se para diversos países da América.

## O Partido Galeguista em América
Em 1932 fundou-se a Organização Nacionalista Repubricana Galega, filial do PG em Buenos Aires; depois do passe da secção argentina da ORGA, contava com 150 afiliados dirigidos por Rodolfo Prada. Em 1936, com o início da Guerra Civil, muda o nome para Grupo Galeguista de Bós Aires, nesse momento tinha 103 afiliados. Em 1941 toma o nome de Irmandade Galega e em 1942 reaparece A Nosa Terra, coincidindo com a chegada massiva a Buenos Aires dos exilados galeguistas, entre os que destaca Castelao.
Em Outubro de 1944 constitui-se o Conselho da Galiza sob o impulso da Irmandade Galega e Castelao.
A Irmandade Galeguista do Uruguai é o nome da secção do PG em Uruguai, dirigida por Manoel Meilán.
Em 1949 o PG apenas conta com 200 afiliados, distribuídos em Buenos Aires e outras cidades argentinas, Montevidéu, México e Havana.

## Militantes
Em 1932 o PG contava com 38 grupos locais e 2300 afiliados, ao longo do ano vai implantando-se no país e em 1933 seus 60 grupos locais contavam 3000 afiliados. Depois das eleições de 1933 o PG vai experimentar um retrocesso momentâneo, e em 1935 ficavam somente 1763 afiliados, mas em 1935 conseguiu reestruturar o partido chegando a 5000 afiliados distribuídos em 90 grupos locais.